# Sokolica (Beskid Żywiecki)
Sokolica (1368 m) – najniższy i położony najdalej na wschód nazwany punkt w północno-wschodniej grani masywu Babiej Góry. Wschodnie stoki opadają bezpośrednio do przełęczy Krowiarki, natomiast na południowy zachód od szczytu główny grzbiet babiogórski wznosi się w kierunku następnej kulminacji, jaką jest Kępa.
Sokolica nie tworzy wierzchołka, lecz wyraźne spłaszczenie w grzbiecie (platformę). Platforma ta od północno-zachodniej strony podcięta jest skalnym urwiskiem będącym efektem potężnego obrywu sprzed kilkuset lat. Urwisko ma wysokość kilkunastu metrów, strome stoki poniżej niego są zawalone dużymi głazami i porośnięte kosodrzewiną i lasem. W drugiej połowie XIX wieku w urwisku gnieździł się orzeł przedni, przez miejscową ludność uważany za sokoła i stąd pochodzi nazwa szczytu.
Z wyjątkiem wspomnianej zerwy, stoki Sokolicy porośnięte są lasem i, częściowo, w górnych partiach, kosodrzewiną. Z powodu braku lasu na podszczytowym urwisku Sokolica jest doskonałym punktem widokowym. Platformę szczytową, na której znajduje się punkt widokowy, wybrukowano kamieniami i ogrodzono. Znajdują się tutaj też ławki i tablice ścieżki edukacyjnej „Śladami Wawrzyńca Szkolnika”. Panorama widokowa z Sokolicy obejmuje grzbiet Babiej Góry, szczyty Beskidu Śląskiego (Barania Góra, Skrzyczne, grupa Klimczoka), Pasmo Jałowieckie, Pasmo Policy, Beskid Mały i Beskid Makowski oraz Zawoję.
Z przełęczy Krowiarki przez platformę widokową Sokolicy przebiega czerwony szlak turystyczny – jeden z najpopularniejszych wariantów wejścia na Diablak. Stromymi północnymi stokami Sokolicy poprowadzono zielono znakowany szlak, zwany Percią Przyrodników. Obydwa te szlaki łączą się z sobą na grzbiecie Sokolicy.
Sokolica znajduje się w Babiogórskim Parku Narodowym. Biegnie przez nie granica między wsiami Zawoja w powiecie suskim i Lipnica Wielka w powiecie nowotarskim. W regionalizacji fizycznogeograficznej Polski według Jerzego Kondrackiego masyw Babiej góry znajduje się w Beskidzie Żywieckim, w nowszej regionalizacji z 2018 roku w Beskidzie Żywiecko-Orawskim.

## Nazwa
Według Aleksego Siemionowa prawidłowa nazwa szczytu to Sokolice, taką nazwę podawał bowiem już Andrzej Komoniecki (1658–1728), autor „Chronografii albo Dziejopisu Żywieckiego”. Niezbyt poprawną nazwę Sokolica wprowadziła mapa austriacka z końca XX wieku i nazwa ta utrzymała się na późniejszych mapach i we wszystkich publikacjach.

## Szlaki turystyczne
(fragment Głównego Szlaku Beskidzkiego): Krowiarki – Sokolica – Kępa – Gówniak – Diablak (szczyt masywu Babiej Góry). Czas przejścia z Krowiarek na Sokolicę 1 h (↓ 30 min)
 (Perć Przyrodników): Szkolnikowe Rozstaje – Sokolica. Czas przejścia 0:40 h (↓ 30 min)
 (narciarski): Sokolica – Krowiarki. Długość 1,5 km.

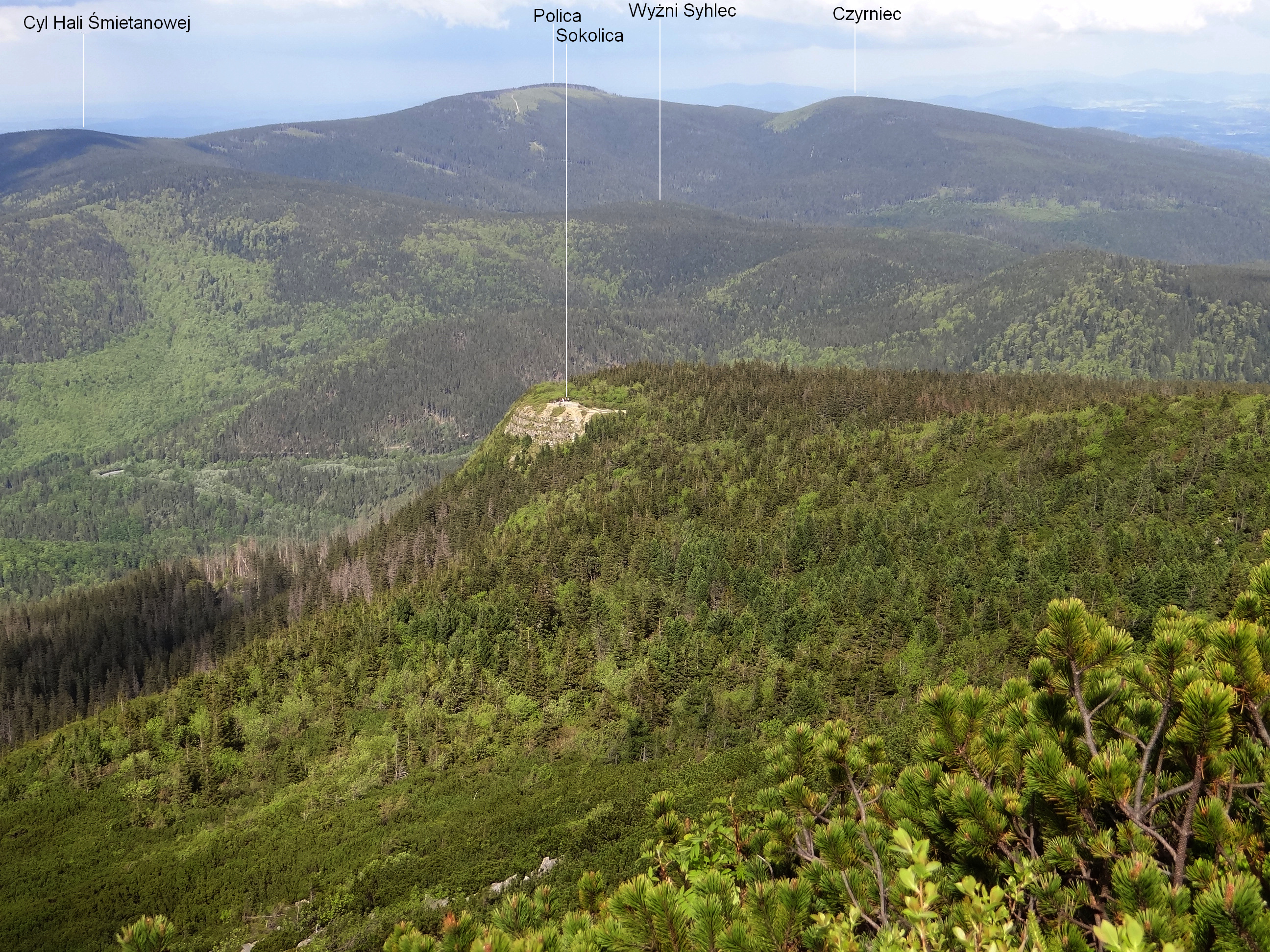
Sokolica – widok z grzbietu Babiej Góry